# Alassio
Alassio (Arasce în dialectul din Liguria) este o localitate de 11.312 locuitori din provincia Savona în Liguria.

## Demografie
Alassio - evoluția demografică

|  | Graficele sunt indisponibile din cauza unor probleme tehnice. Mai multe informații se găsesc la Phabricator și la wiki-ul MediaWiki. |

Date: Recensăminte sau birourile de statistică - grafică realizată de Wikipedia

## Personalități născute aici
- Lisa Gastoni (n. 1935), actriță, fotomodel;
- Ely Galleani (n. 1953), actriță.